# Jochen Vogel
Jochen Vogel est un harpiste, chanteur et compositeur allemand, né à Schüttorf en 1964.

Il joue sur une cláirseach, harpe irlandaise cordée en métal. Son répertoire est constitué d'airs traditionnels irlandais, écossais, bretons et galiciens, mais aussi et surtout de musique actuelle. Une grande place est laissée à l'improvisation.

## Discographie
- Clairseach. Butlers Records, 1988
- New Light. Wundertüte, 1990
- Moka Efti Moka Efti. Butlers Records, 1992
- Sampler (mit Trio Modal): Deutscher Folkförderpreis 1995. Profolk, 1995
- Moka Efti Pangaea. Minotaurus, 1996
- Wege. Thein, 1998
- Sampler: The Art of Harp Vol. III & IV. Shamrock, 1999
- Happy Baby. Perleberg-Verlag, 2000
- Celtic Air. Perleberg-Verlag, 2001
- Feng Shui. Perleberg-Verlag, 2002
- Weihnachten. Perleberg-Verlag, 2002
- Stille Wasser. Gol-Musikverlag, 2007
- Clàrsach. CRIHC, 2010[1]
- Live, avec le groupe Beltaine (band). 2011